# Alva Noë

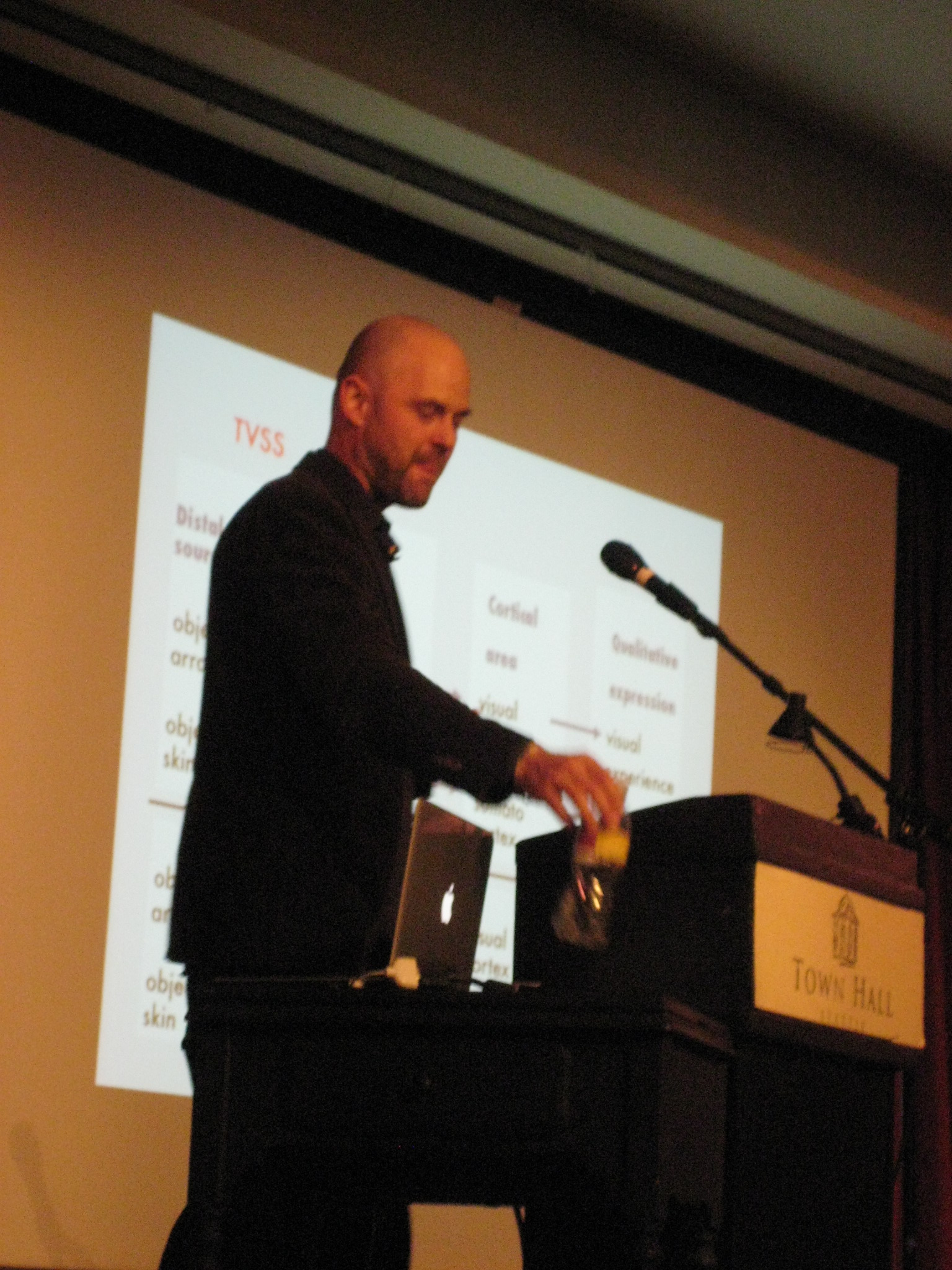
Alva Noë, 2009

Alva Noë (* 1964) ist seit 2003 Professor für Philosophie und Kognitionswissenschaft an der University of California, Berkeley. Seine Hauptarbeitsgebiete liegen in der Philosophie der Wahrnehmung und der Philosophie des Geistes. Des Weiteren beschäftigt sich Noë mit der Philosophie der Kunst, Ludwig Wittgenstein und der Phänomenologie.
Noë absolvierte 1988 seinen B. Phil an der Universität Oxford und erwarb 1995 seinen Doktor in Philosophie (Ph.D.) an der
Harvard University. Im Anschluss arbeitete er mit Daniel Dennett an der Tufts University und von 1996 bis 2003 an der University of California, Santa Cruz.
Noë hat in Zusammenarbeit mit Francisco Varela, Evan Thompson, Susan Hurley und Kevin O’Regan progressive Arbeiten in der Philosophie des Geistes geleistet. Dabei wird eine Überwindung der klassischen Ansicht der Kognitionswissenschaft angestrebt, dass Wahrnehmung und Bewusstsein lediglich auf einem Input-Output-Prinzip basieren. Stattdessen vertritt Noë, unter Berücksichtigung der Phänomenologie, einen sog. sensorimotor account (auch bekannt als enactive cognition, vgl. Erweiterter Geist) des Bewusstseins: Wahrnehmung und Bewusstsein sowie die hierbei involvierten Qualia sind nach Noë Produkte, die kognitiver Tätigkeit entspringen, d. h., sie passieren nicht einfach, sondern entstehen durch Interaktion eines Organismus mit seiner Umwelt.
Die Thesen, die Noë und seine Mitstreiter entwickeln, sind derzeit – weil noch relativ jung – in einer Entwicklungsphase und Gegenstand aktueller Diskussion. Charakteristisch ist die Verknüpfung von phänomenologischem Gedankengut à la Edmund Husserl und Maurice Merleau-Ponty mit Thesen der klassischen bzw. analytischen Philosophie des Geistes.

## Schriften
- Strange Tools: Art and Human Nature, Hill and Wang, New York 2015, ISBN 978-0-8090-8917-8.
- Varieties of Presence, Harvard University Press, Cambridge/London 2012, ISBN 978-0-674-06214-6.
- Out of our Heads: Why You Are Not Your Brain, and Other Lessons from the Biology of Consciousness, Hill and Wang, New York 2009, ISBN 978-0-8090-1648-8; deutsch: Du bist nicht Dein Gehirn. Eine radikale Philosophie des Bewusstseins, übersetzt von Christiane Wagler; Piper Verlag, München 2010, ISBN 978-3-492-05349-5.[1]
- Action in Perception. Cambridge, MA.: The MIT Press 2004, ISBN 978-0-262-14088-1.
- Is the Visual World a Grand Illusion? Special Issue of Journal of Consciousness Studies. Volume 9, Nr. 5–6, Mai/Juni 2002.
- Vision and Mind: Selected Readings in the Philosophy of Perception. Hrsg. mit Evan Thompson, Cambridge, MA.: The MIT Press 2002, ISBN 978-0-262-64047-3.